# Mario Meini

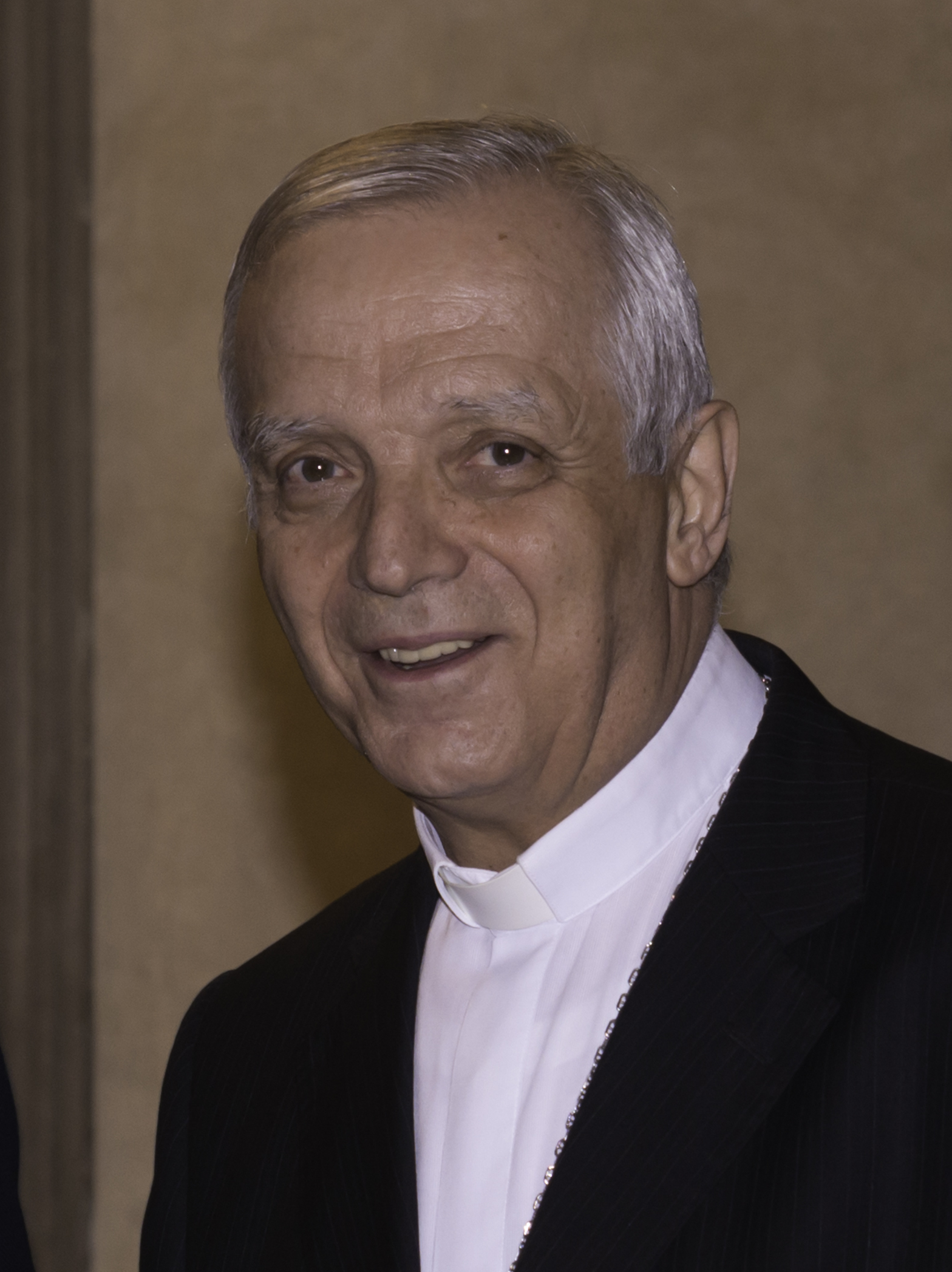
Bischof Mario Meini (2016)

Bischofswappen von Mario Meini

Mario Meini (* 17. November 1946 in Legoli di Peccioli) ist ein italienischer Geistlicher und emeritierter römisch-katholischer Bischof von Fiesole.

## Leben
Mario Meini empfing am 27. Juni 1971 die Priesterweihe. Neben Tätigkeiten als Gemeindepfarrer wirkte er unter anderem von 1978 bis 1984 als Theologieprofessor am Päpstlichen Regionalseminar in Siena.
Papst Johannes Paul II. ernannte ihn am 13. Juli 1996 zum Bischof von Pitigliano-Sovana-Orbetello. Der Bischof von Volterra, Vasco Giuseppe Bertelli, spendete ihm am 7. September desselben Jahres die Bischofsweihe; Mitkonsekratoren waren Ovidio Lari, emeritierter Bischof von Aosta, und Antonio Bagnoli, Altbischof von Fiesole. Als Wahlspruch wählte er Pax et Lux („Frieden und Licht“).
Papst Benedikt XVI. ernannte ihn am 13. Februar 2010 zum Bischof von Fiesole. Im November 2014 wurde er zum Vizepräsidenten der Italienischen Bischofskonferenz gewählt.
Papst Franziskus nahm am 21. April 2022 seinen altersbedingten Rücktritt an.